# Ivan Šimrak
Ivan (Ivica) Šimrak, bio je hrvatski grkokatolički svećenik, doktor teologije i filozofije i mučenik, rodom sa Žumberka.
Nećak je Janka Šimraka.
Pučku školu završava u Grabru, a maturira u Klasičnoj gimnaziju u Zagrebu, kao pitomac grkokatoličkoga sjemeništa. U Rimu doktorira teologiju i filozofiju. Za svećenika ga 5. rujna 1943. zaređuje stric Janko Šimrak. Kratko vrijeme po ređenju je činovnik u križevačkomu biskupskom uredu, a 8. ožujka 1944. imenovan je župnikom u 
žumberačkim župama Stojdragi, Grabru i Pećni.
S obzirom na to da su župni dvori bili opljačkani i spaljeni, živio je kod majke. Pastoralno se skrbio za vjernike Stojdrage, raspršene po žumberačkim selima nakon uništenja sela. Partizani ga uhićuju 6. travnja 1944. u rodnim Šimrakima, pod lažnom optužbom za ometanje vojačenja i propovijedanja protiv partizanskoga pokreta. Odveden je na ispitivanja na Kordunu, a potom i u Pisarovinu, u kojoj je zadržan petnaest dana, otkud je poslan ZAVNOH-u, koji je od njega tražio potpisivanje izjave o pristupanju partizanskomu pokretu, što je Šimrak u odbio. Zbog nedostataka dokaza koji bi potkrijepili optužbe, pušten je nakon mjesec dana. U noći s 8. na 9. lipnja 1944., ubijaju ga muslimanski ustaše na cesti Jastrebarsko-Plješivica. Tadašnji plješivički župnik po primitku vijesti o umorstvu istoga dana upućuje se u Jastrebarsko po lijes za Šimrakov pokop. Sljedeće noći, s 9. na 10. lipnja, vlč. Ljubešić i Šimrakovi majka, sestra i brat otkopavaju mu truplo i prevoze kolima na Žumberak. Dana 11. lipnja posmrtni ostatci dopremaju se u Grabar i stavljaju u crkvu sv. Ivana. Idućega dana mrzlopoljski župnik Simenon Hromiš ujutro je predvodio sprovod.